# عاشق ابو
عاشق ابو (انگلیسی: Aashiq Abu؛ زادهٔ ۱۲ آوریل ۱۹۷۸) کارگردان فیلم و بازیگر اهل هند است.
او اولین فیلمش را در سال ۲۰۰۹ کارگردانی کرد.